# Яганово (станция)
Яга́ново — узловая железнодорожная станция Большого кольца Московской железной дороги в городском округе Ступино Московской области. Входит в Московско-Горьковский центр организации работы железнодорожных станций ДЦС-8 Московской дирекции управления движением. По основному характеру работы является промежуточной, по объёму работы отнесена к 4 классу.

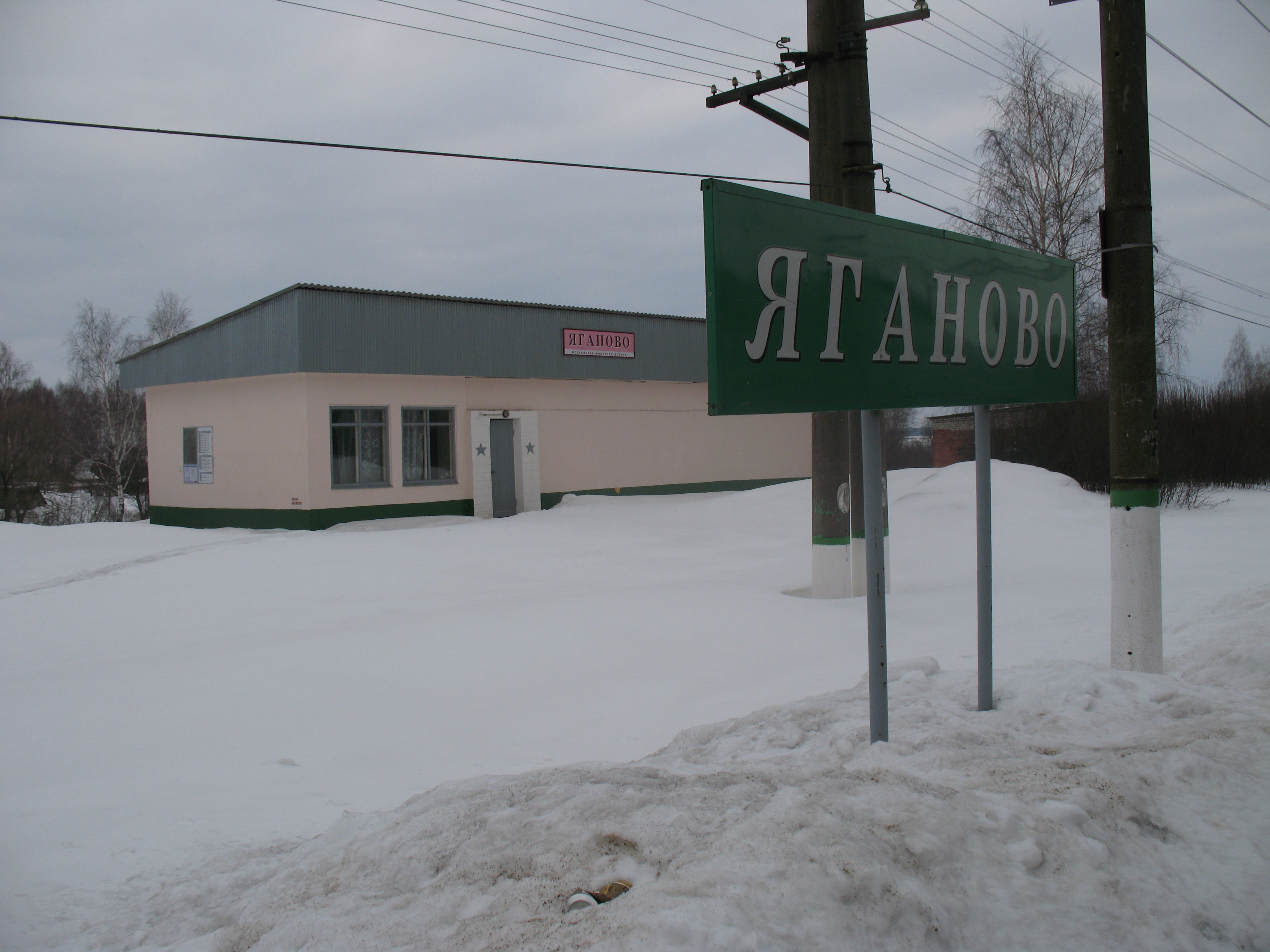
Ж/д вокзал станции

Название станции произошло от села Еганово в двух километрах на северо-восток. Также при станции находится посёлок Новоеганово (до 2003 года назывался посёлком станции Яганово).
На станции — две низкие платформы. Первая — южная боковая, со стороны здания вокзала, на четыре с половиной вагона. Вторая — островная, на шесть вагонов. Между платформами — два пути. Переход только по настилу в восточной части платформ, при остановке грузового поезда может быть перекрыт.
Движение от станции возможно в трёх направлениях:
- По кольцу на запад: через Малино на Михнево и далее
- По кольцу на восток: через Непецино на Воскресенск и далее
- По ответвлению от кольца на юго-запад — на Жилёво (однопутная ветвь)

Участок Большого кольца обслуживается электропоездами депо Домодедово Павелецкого направления. Ранее (в 1990-е годы) до Яганова также доходили несколько пар электропоездов из депо Апрелевка Киевского направления.
- В сторону Михнево можно доехать до Михнево (6 пар поездов в день по будням, 7 по выходным в летний сезон), Детково (4 пары поездов в день), Бекасово-1 (самая дальняя станция, 3 пары поездов в день). До середины 1990-х некоторыми поездами также можно было доехать до/от Акулова и Кубинки-2.
- В сторону Воскресенска можно доехать до Куровской (самая дальняя станция, 3 пары в день).
- До станции Жилёво — 4 пары поездов в день туда, 5 обратно (1 пара следует далее до Ступино). Для 3 пар Яганово является конечной.
- Также работают две «прямых» пары электропоездов по летним выходным Москва-Пасс.-Павелецкая — Яганово (через Михнево). Яганово является последней станцией Большого кольца, до которой можно добраться от Павелецкого вокзала без пересадок. Маршрут пользуется популярностью у дачников Подмосковья, порой в электропоезде может ехать до 700 человек.

## История
Изначально остановочный пункт 23 км был открыт в 1951 году на однопутном участке Жилёво — Воскресенск. С этим связан оставшийся с того времени отсчёт километража от Жилёва и далее через Воскресенск до Орехова-Зуева.
При реконструкции и электрификации кольца было произведено спрямление — построен двухпутный участок от ст. Михнево с путепроводом и развязкой к западу. На месте о.п. в 1973 году была открыта новая узловая станция Яганово. Второй путь был построен и далее к Воскресенску, а участок от Жилёва остался однопутным, превратившись в ответвление от кольца. Отсчёт километража на новом участке от Михнева, как и на всём западном полукольце, идёт от Александрова, и Яганово является последним пунктом отсчёта (345,2 км).

## Галерея

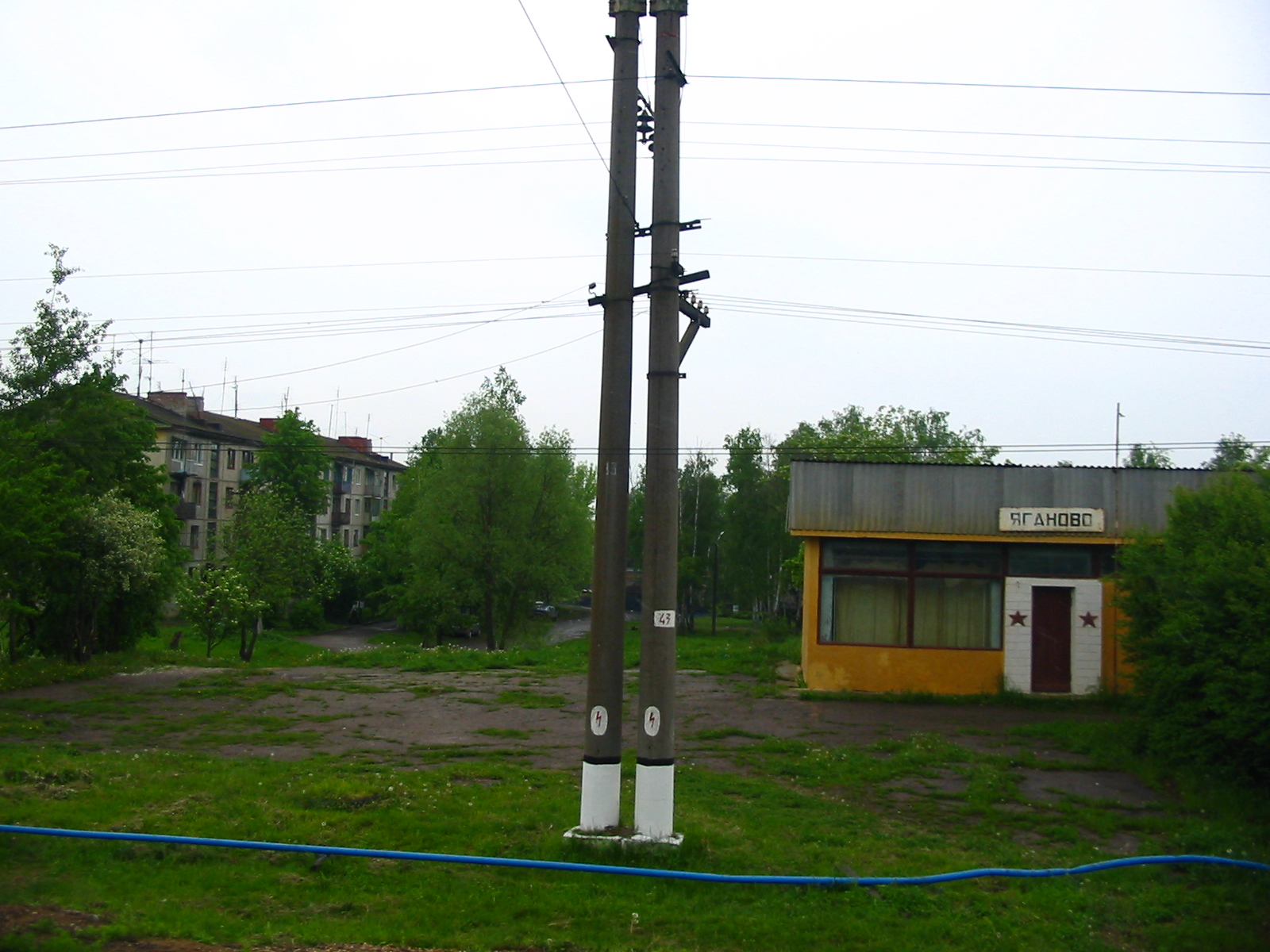
2004 год
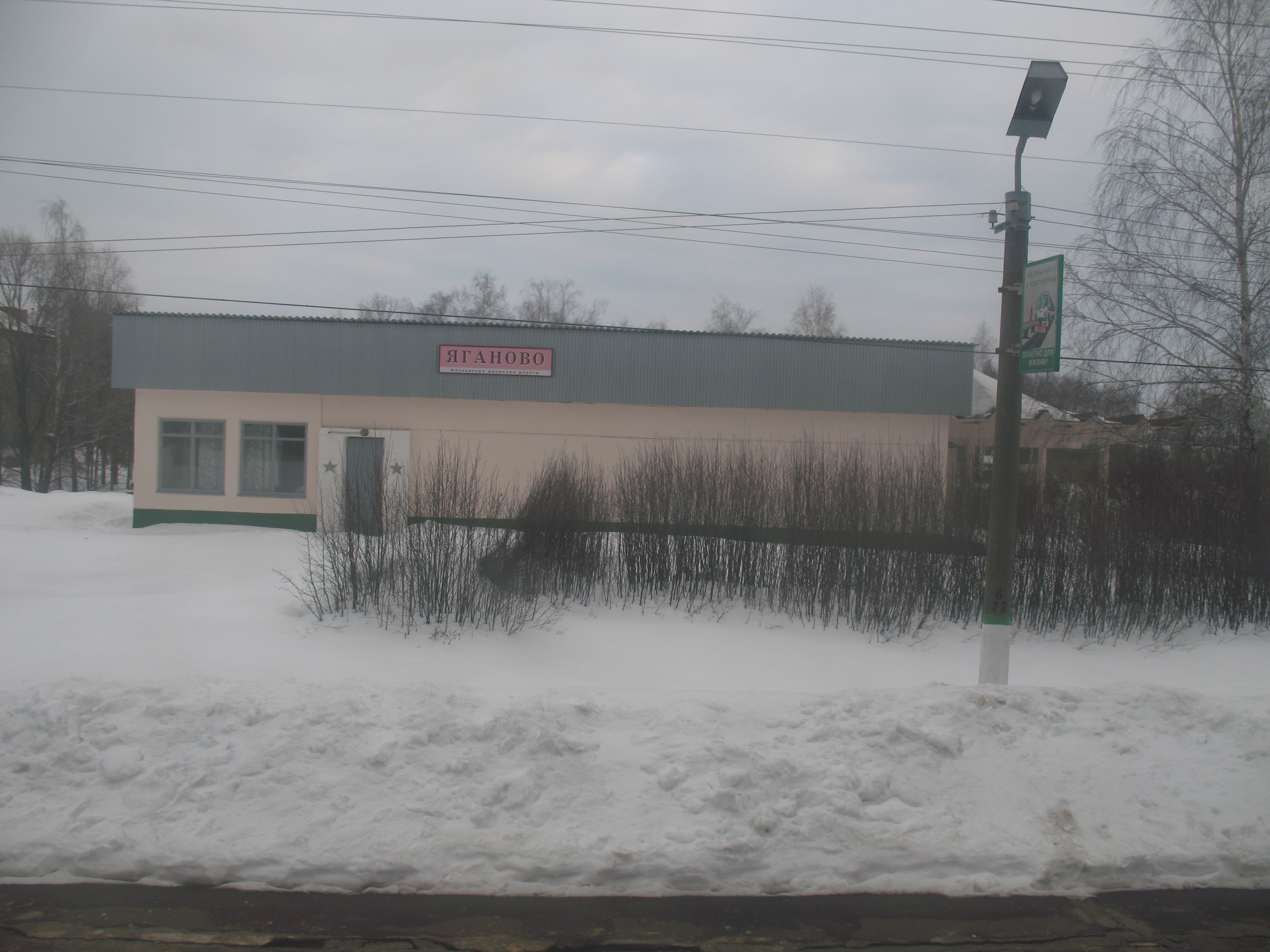
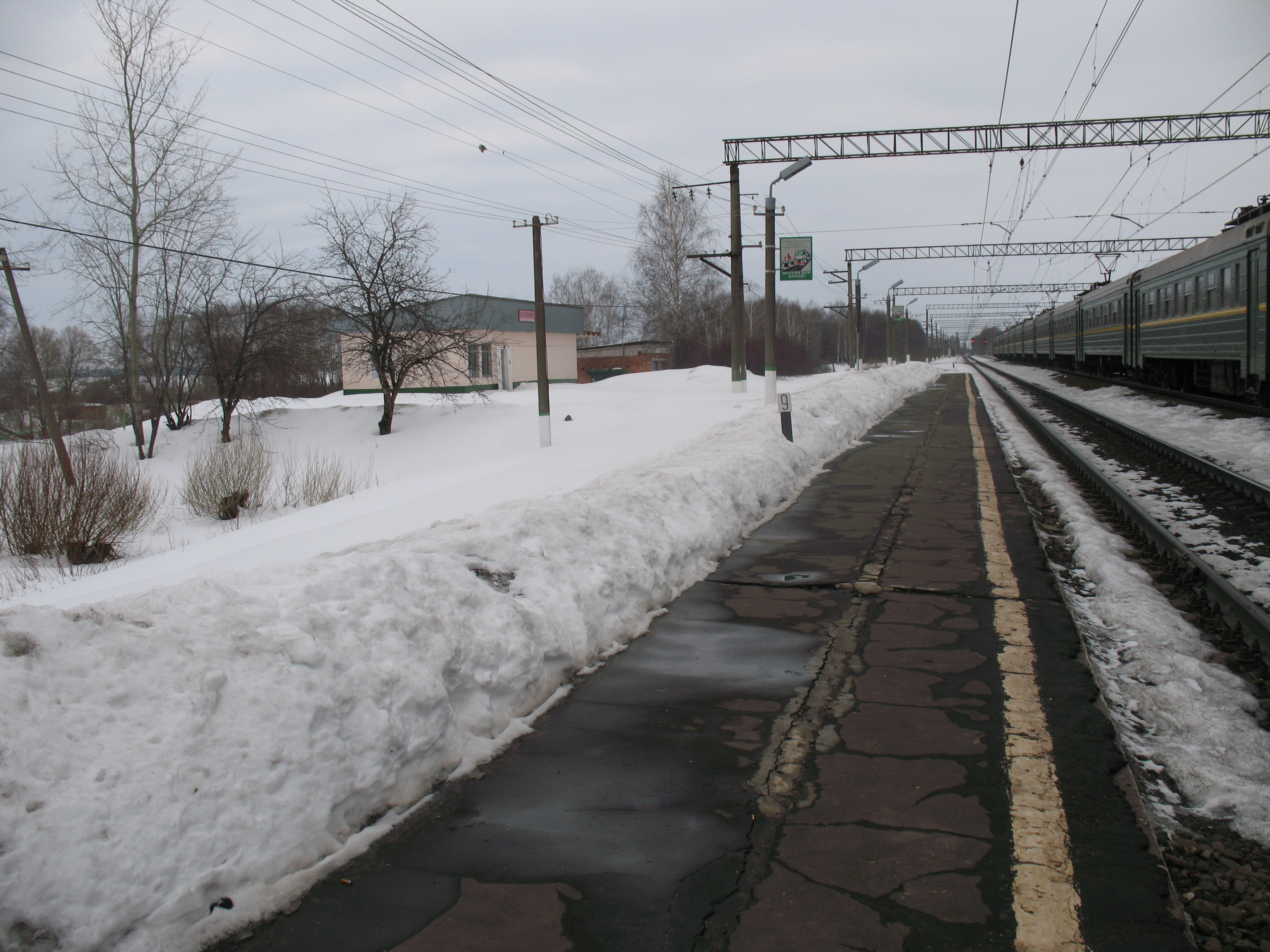
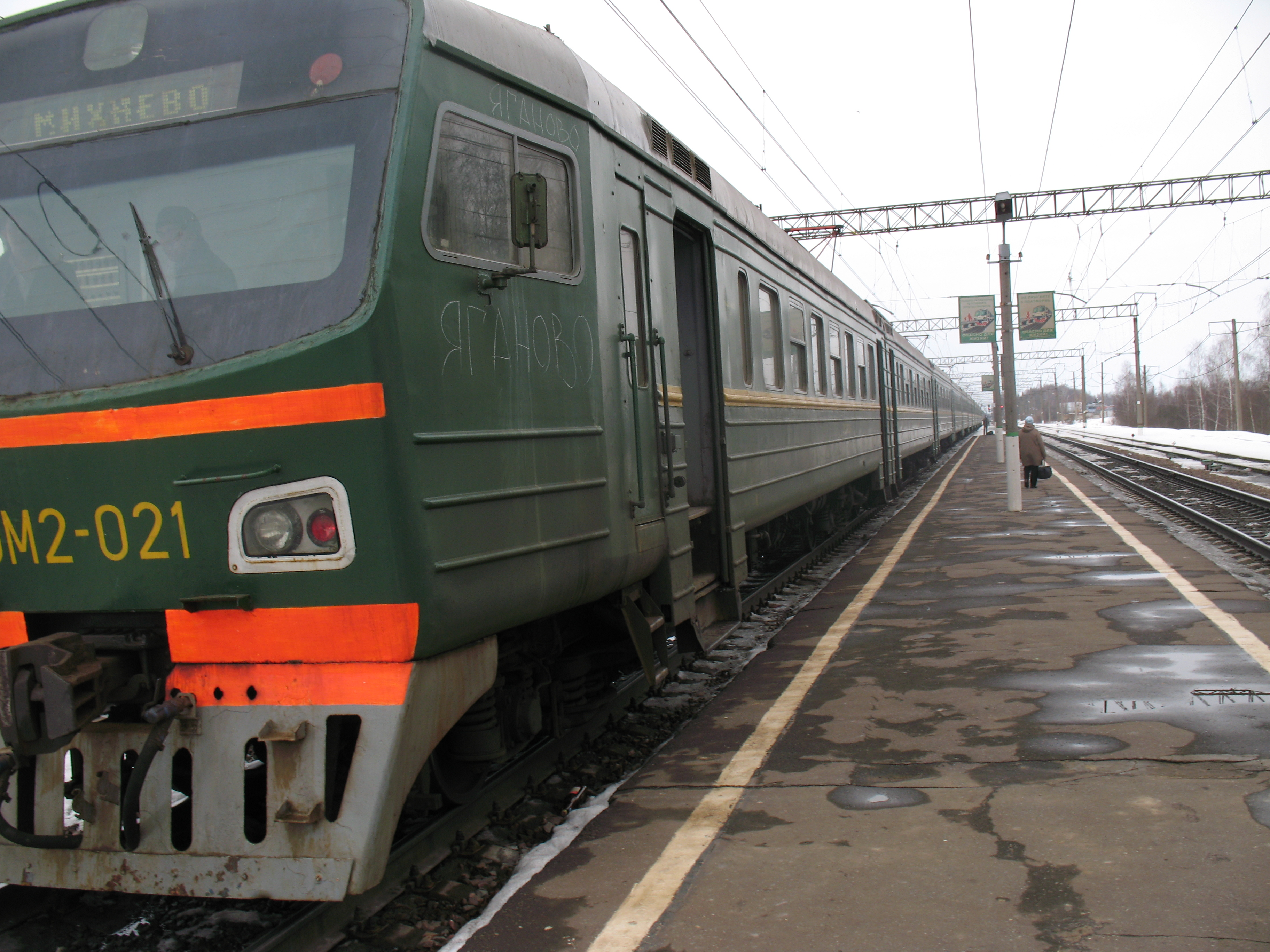
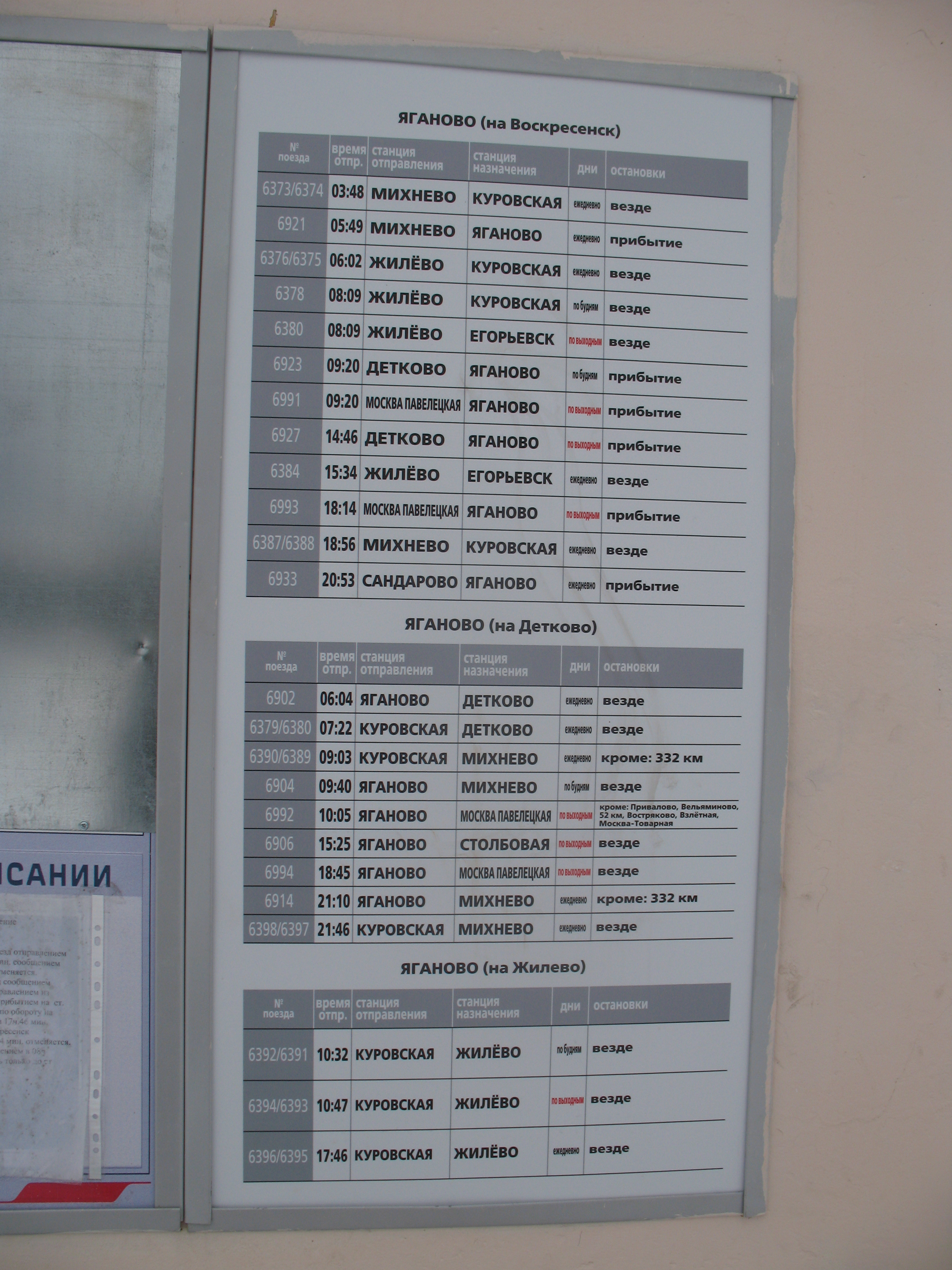
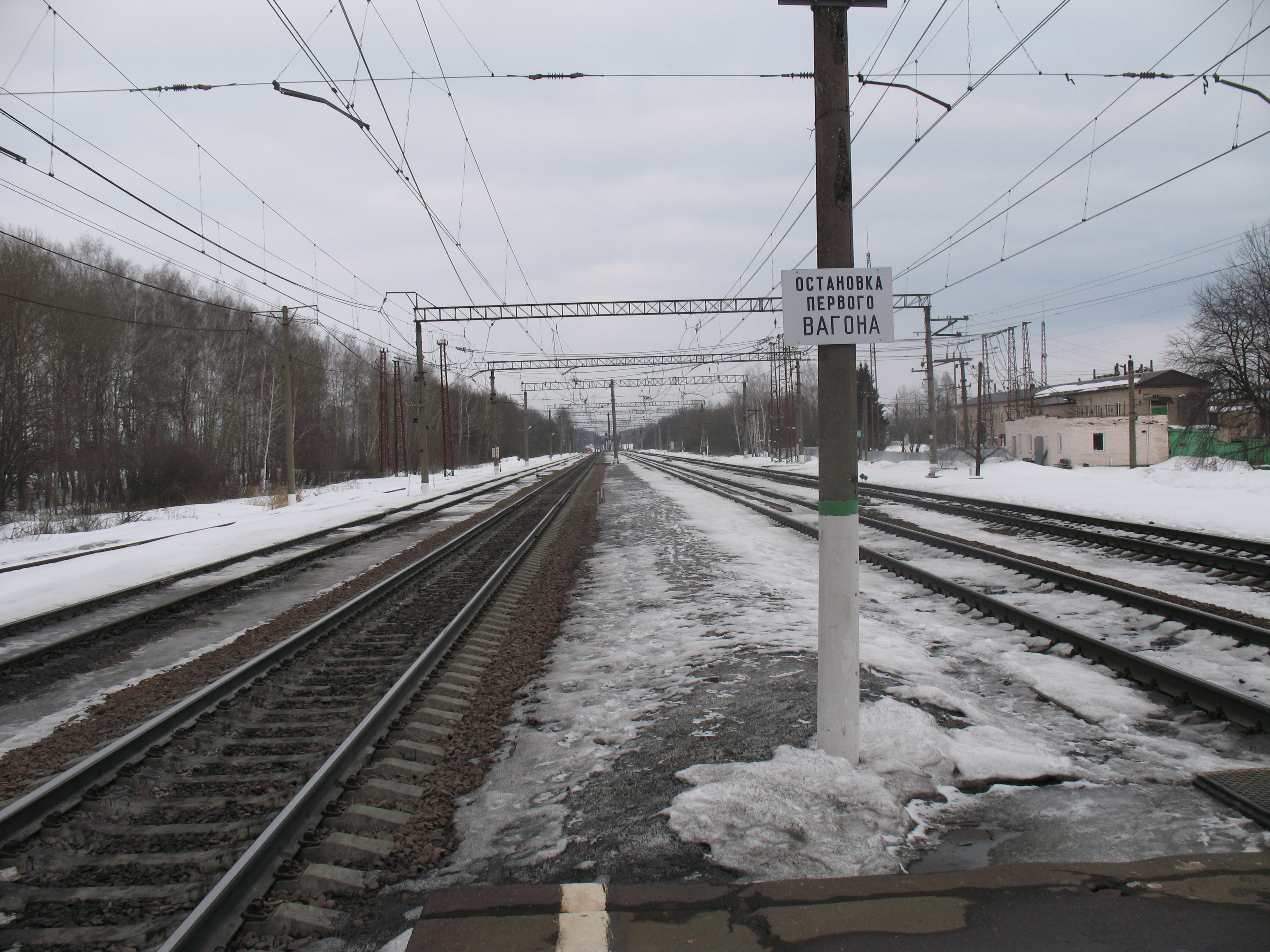